# Quito Últimas Noticias 15K
La Quito Últimas Noticias 15K es una carrera atlética de carácter popular que cada año se celebra en Quito, Ecuador. Su primera edición se realizó el 28 de febrero de 1960. Hasta 2019 era organizada por el Grupo El Comercio, editora del diario vespertino Últimas Noticias. Desde el año 1975 se incluyó la categoría para damas y desde 1976 se convirtió en competencia de carácter internacional. El ganador de la primera edición fue el ecuatoriano Efrén Castelo.

## Actualidad
En la actualidad es considerada la competencia atlética con mayor número de participantes del Ecuador, pues su última edición abarcó un total de 22000 atletas. Desde el año 2006, se incorporó un chip para cronometrar el tiempo de todos los participantes.
La línea de partida se da tradicionalmente desde las instalaciones del diario El Comercio, ubicadas al sur de la ciudad, mientras que la llegada se da en el Estadio Olímpico Atahualpa, con ligeras variaciones al trayecto entre estos dos puntos cada año.
La competencia tiene cobertura televisiva a lo largo de la competencia, tanto vía terrestre como aérea.
La edición 59 tuvo lugar en 2019. Desde 2020 a 2022, no hubo la competencia debido a la emergencia sanitaria. En 2023, se reanudó la competencia, ahora organizada por Racevents. En la edición 2023, dos personas fallecieron. La hora de partida en 2023 fue más tarde que en carreras anteriores, coincidiendo con un sol canicular. La asistencia en 2023 superó 18 mil personas.